# 15346 Bonifatius
15346 Bonifatius este o planetă minoră (asteroid) din centura de asteroizi. A fost descoperită pe 2 septembrie 1994 la Thüringer Landessternwarte Tautenburg⁠(d) de Freimut Börngen și a fost numită după Bonifaciu. 
Obiectul prezintă o orbită caracterizată de o semiaxă mare de 2,2752447 UAi, o excentricitate de 0,14, o înclinație de 5,57495 ° în raport cu ecliptica.